# Internet Explorer 10
Internet Explorer 10 — десята версія браузера Internet Explorer від Microsoft.
Він буде поставлятся як оглядач за умовчанням в Windows 8.

## Історія
Про Internet Explorer 10 вперше було оголошено 12 квітня 2011 року на конференції 11 MIX в Лас-Вегасі. На цій конференції Microsoft продемонструвала демо-версію Internet Explorer 10 разом з демо-версію Windows 8. З того ж дня, Internet Explorer 10 Platform Preview була випущена Microsoft на вебсайті Drive Test. Microsoft оголосила, що Windows Vista не буде підтримуватися. Internet Explorer 9, випущений за місяць до цієї події, не підтримував Windows XP. Internet Explorer 10 Platform Preview 1 підтримує CSS3 grid layout, CSS3 flexible box layout, CSS3 multi-column layout, CSS3 gradient, і повне апаратне прискорення.
Відгуки рецензентів до випуску Internet Explorer 10 Platform Preview були різноманітні. Тим не менш, усі експерти відзначили, як скоро (29 днів) після виходу Internet Explorer 9 Microsoft говорить про наступну версію.

## Історія версій
| Ім'я                                    | Версія[A]        | Дата випуску | Працює на                   | Визначні нові особливості |
| --------------------------------------- | ---------------- | ------------ | --------------------------- | --- |
| Internet Explorer 10 Platform Preview   | 10.1000.16394[B] | 2011-04-12   | Windows 7 та пізніші        | Підтримка нових CSS3, сумісність сайту зі старими браузерами (IE5, IE7, IE8 і IE9). |
| Internet Explorer 10 Platform Preview 2 | 10.1008.16421[C] | 2011-06-29   | Windows 7 та пізніші        | Підтримка плаваючого позиціонування CSS3, HTML5 перетягування, API читання файлів, медіа запити слухачів, HTML5-"пісочниця", асинхронна підтримка скриптів, W3C продуктивність API і початкова підтримка HTML5 форм. |
| Internet Explorer Developer Preview[D]  | 10.0.8102.0      | 2011-09-13   | Windows 8 Developer Preview | Підтримка CSS 3D перетворень, CSS Тінь тексту, SVG Ефекти фільтра, перевірка правопису, Автовиправлення, локальне сховище з IndexedDB і кеш HTML5 додатків, веб-Sockets, і HTML5 історії. |
| Internet Explorer 10 Platform Preview 4 | 10.0.8103.0[E]   | 2011-11-29   | Windows 8 Developer Preview | Співвикористання Між-Джерельних Ресурсів, Записувач Файлу API , JavaScript Введені Строї (WebGL), CSS користувачем обиральні властивості, Захоплення HTML5 Відео Тексту, та Оновлений Режим Варіацій. |
| Internet Explorer 10 Consumer Preview   | 10.0.8250.0      | 2012-02-29   | Windows 8 Consumer Preview  | Cross-Origin Resource Sharing (CORS) для XMLHttpRequest, CSS -ms-user-select властивість, CSS3 шрифт-риса-налаштування властивість аби отримати доступ до продвинутих OpenType® рис, Документальні налаштування щоб увімкнути плаваючо-крапкові величини у CSS-OM, HTML5 БлобБудівник API та нові API щоб зберегти або відчинити файли, HTML5 слідкувальний елемент щоб увімкнути HTML5 відео зохоплення, Міждіючий HTML5 режим Варіація , JavaScript Надруковані Строї, Мета теги щоб сповістити користувача що сайту потрібен ActiveX додаток, який доступний лише у десктопній версії IE10, вилучення застарілих графічних можливостей IE10 режиму стандартів, зміни щоб надати підтримку найостаннішому HTML5 WebSocket API, та зібрання завдань Веб Працівника. |
| Internet Explorer 10 Release Preview    | 10.0.8400.0      | 2012-05-31   | Windows 8 Release Preview   | Вилучена кнопка зміни застосунків, новий ІК для пошукових результатів, інтеграція Adobe Flash Player з зручним дотиковим інтерфейсом, Перегорни Попереду, "Не Слідкуй"-прапорець вибраний за промовчуванням, та вилучні застарілі DX фільтри з усіх документних режимів (можуть буди знову ввімкнутими у Опціях IE). |
| Internet Explorer 10 RTM                | 10.0.9200.16384  | 2012-08-01   | Windows 7 та пізніші        | БОП |

A.↑  Розповідає про версію (двигуна) Internet Explorer , а не версію Platform Preview:First screenshot
B.↑  Версія Platform Preview є 2.10.1000.16394
C.↑  Версія Platform Preview є 2.10.1008.16421
D.↑  Ця версія входили лише у Windows 8 Developer Preview, і є повноцінною версію, на відміну від Platform Preview.
E.↑  Версія Platform Preview є 2.10.0.8103.0. Вона не заміняє Internet Explorer Developer Preview що включена до Windows 8. This Platform Preview is compatible only with Windows Developer Preview.
| Колір     | Значення                 |
| --------- | ------------------------ |
| Червоний  | Стара версія             |
| Зелений   | Поточна актуальна версія |
| Блакитний | Очікувана версія         |

## Версії
Як заявили представники корпорації Microsoft, одна з двох версій Internet Explorer 10, яка буде входити «в комплект» Windows 8, взагалі не буде підтримувати плагіни, до яких відноситься і популярний Adobe Flash. IE10, який вже включений у версію Windows 8 для розробників, буде представлений у двох варіантах — класичному і новому, який умовно названий «Metro IE». Metro IE, як повідомляється, буде підтримувати тільки HTML5. Обидва варіанти Internet Explorer 10 будуть використовувати одне «ядро».
Відмова від використання «сторонніх» розширень до Metro IE10 мотивований, насамперед, турботою корпорації про безпеку кінцевого користувача і тим, що, цитую, використання Metro UI в IE10 з плагінами сторонніх розробників (включаючи Adobe Flash) буде тільки заважати і не буде кращим вибором для інтернет-серфінгу сучасними HTML5-сторінками.
Як і у випадку з компанією Apple, яка відмовилася від використання Flash-технологій в iOS-пристроях з міркувань безпеки, основним аргументом Microsoft стало те, що, на думку фахівців компанії, Flash-технології не відповідає сучасним вимогам надійності, безпеки та конфіденційності.
Крім того відмова від використання Flash здатна відчутно знизити навантаження на батареї мобільних пристроїв (що особливо актуально для планшетних ARM-варіантів). Більше того, в планшетній версії Windows 8 Microsoft планує включати виключно Metro-версію IE, позбавляючи користувача можливості швидкого перемикання між двома варіантами web-браузера, як це буде реалізовано в «десктопних» версіях.